# Poroskoten, Borodeanka
Poroskoten (în ucraineană Пороскотень) este un sat în așezarea urbană Klavdievo-Tarasove din raionul Borodeanka, regiunea Kiev, Ucraina.

## Demografie
Componența lingvistică a localității Poroskoten
     Ucraineană (99,25%)
     Alte limbi (0,75%)
Conform recensământului din 2001, majoritatea populației localității Poroskoten era vorbitoare de ucraineană (99,25%), existând în minoritate și vorbitori de alte limbi.